# Fritzens
Fritzens är en ort och kommun i distriktet Innsbruck-Land i förbundslandet Tyrolen i Österrike. Kommunen har 2 189 invånare (2024). Den ligger 16 km öster om Tyrolens huvudstad Innsbruck, norr om floden Inn.